# Avital (Golanhöhen)
Der Avital (hebräisch הר אביטל Har Avital, arabisch تل أبو الندى Tall Abū n-Nidā) ist ein 1204 m hoher Berg vulkanischen Ursprungs in den Golanhöhen. Er liegt südlich des 1171 Meter hohen Bental, mit dem er eine unterirdische Magmakammer gemeinsam hat. Beide Berge sind Vulkane und gehören zu einer Reihe von erloschenen Vulkanen auf der östlichen Seite der Golanhöhen. Der Avital erlaubt von den israelisch besetzten Golanhöhen aus den Blick nach Syrien und ist Standort für die israelischen Nachrichtendienste Unit 8200.